# 斯塔克 (紐約州)
斯塔克（英語：Stark）是一個位於美國紐約州赫基默縣的鎮。

## 人口
根據2020年美國人口普查的數據，斯塔克的面積為81.78平方千米，當中陸地面積為81.77平方千米，而水域面積為0.01平方千米。當地共有人口714人，而人口密度為每平方千米9人。